# Élections législatives turques de 1946
Les élections législatives turques de 1946 sont les premières élections libres en Turquie depuis l'avènement du kémalisme.

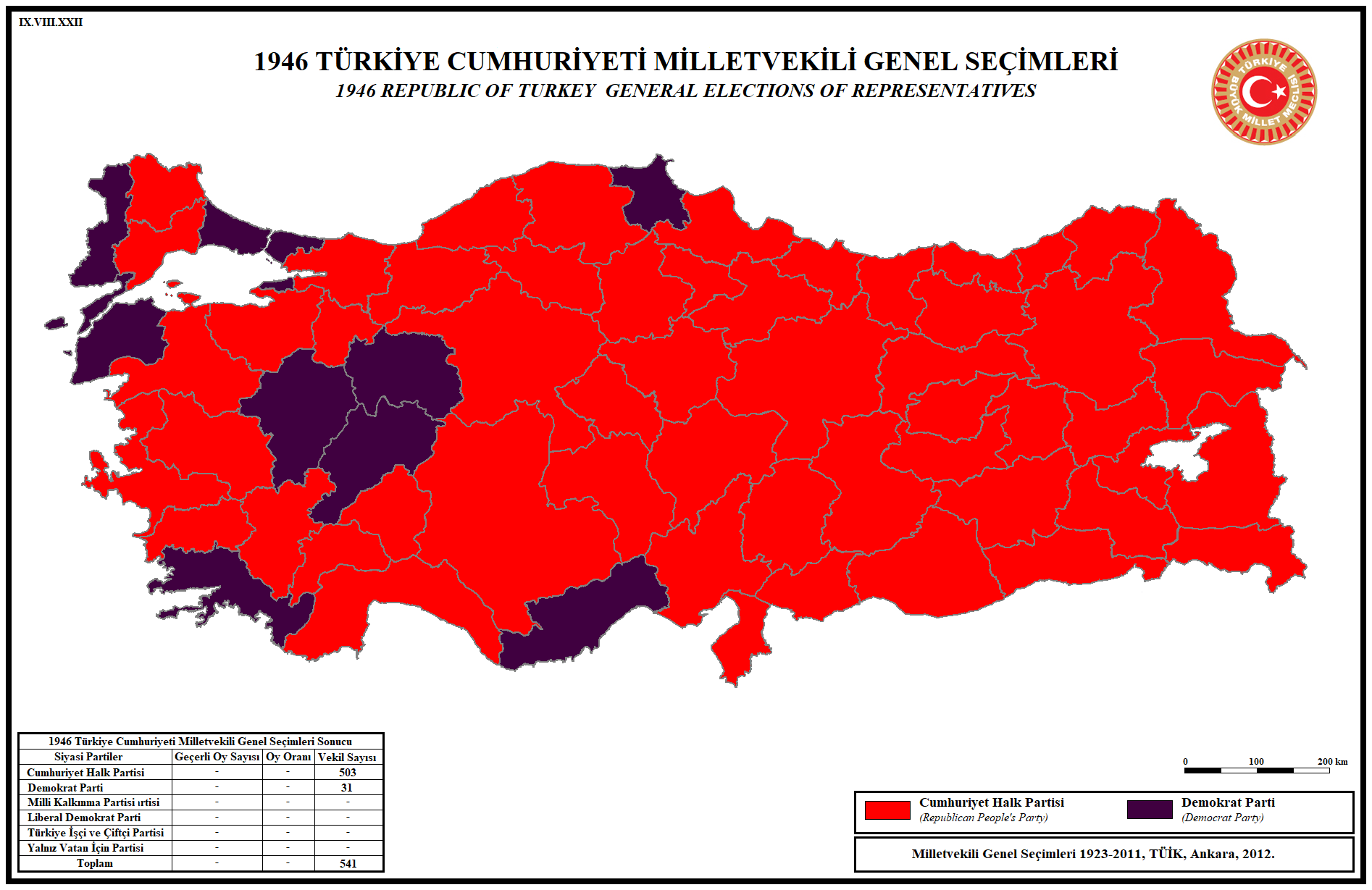
Parti arrivé en tête par province

## Contexte
La fin de la Seconde Guerre mondiale en Europe coïncide avec l'avènement du multipartisme en Turquie. Ainsi le président de la Turquie de l'époque, İsmet İnönü déclarait le 19 mai 1945 : « Pendant toute la période de la République, on a gardé le caractère démocratique (de l'État) en tant que principe. Le régime dictatorial en plus de n'avoir jamais été accepté, a toujours été désapprouvé comme nuisible et inconvenant à la nation turque. La seule chose qui nous manque est l'existence d'un parti politique face au parti du gouvernement »[réf. nécessaire].

## Déroulement
Ces élections, bien qu'étant les premières élections libres depuis l'avènement du kémalisme sont encore largement surveillées par l'État. Elles se déroulent à scrutin non secret. Des pressions politiques sont exercées sur les partis d’opposition au CHP et des membres des forces de sécurité tentent dans plusieurs bureaux de vote d’empêcher les électeurs de voter.
Elles se déroulent au scrutin majoritaire à un tour visant à renouveler les 465 sièges du parlement turc.
Le gouvernement a précipité la date des élections avant que les partis d'opposition n'aient pu achever leur organisation politique. Le principal parti d'opposition, le Parti démocrate, ne présente par exemple que 273 candidats dans l’ensemble les circonscriptions du pays.
| Partis politiques | Sièges | Pourcentage |
| ----------------- | ------ | ----------- |
| CHP               | 395    | 79,8 %      |
| DP                | 66     | 13,3 %      |
| Indépendants      | 4      | 6,9 %       |
| Total             | 495    | 100 %       |